# Richard Möhlau

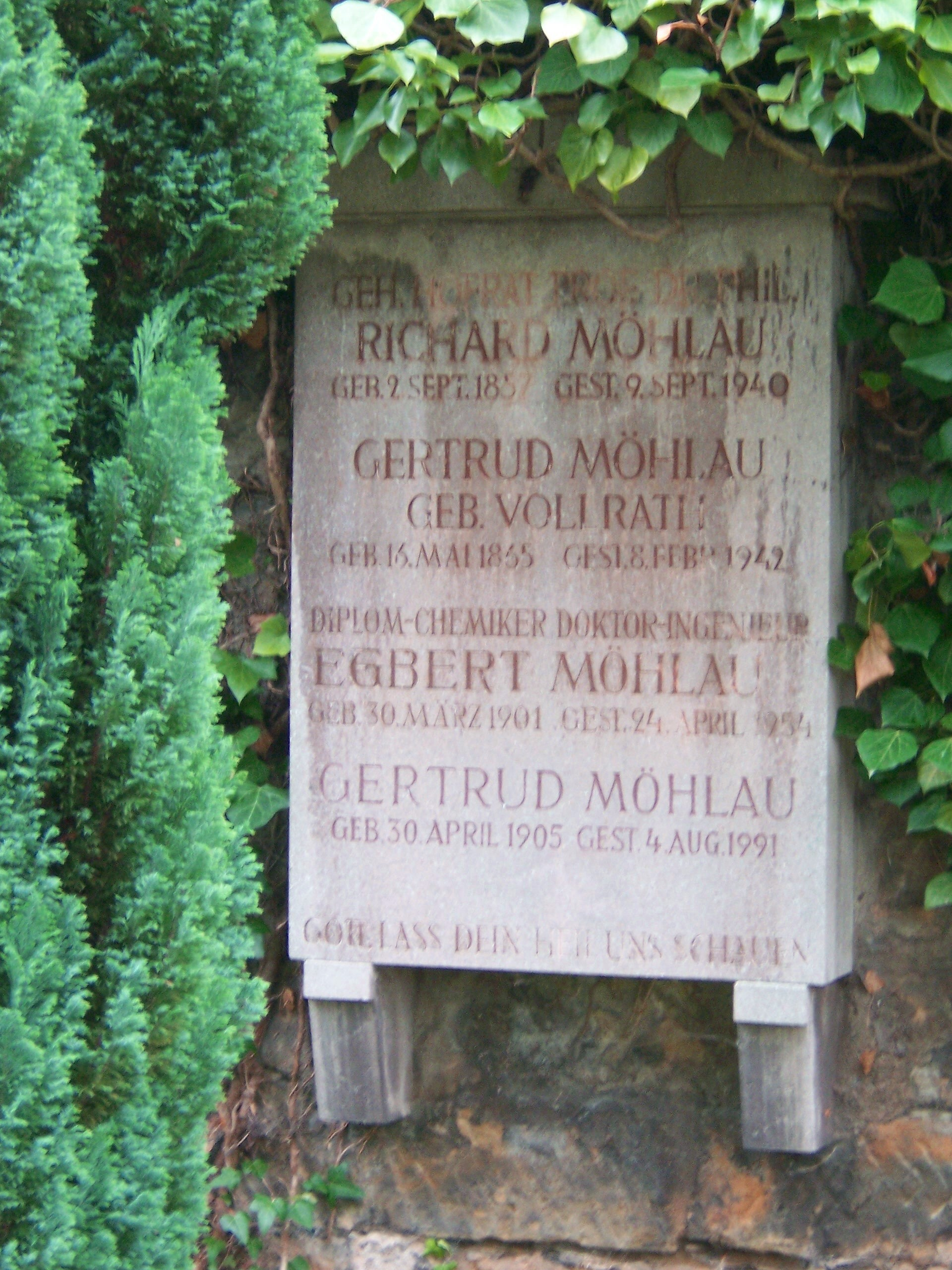
Richard Möhlaus Grabstein

Richard Bernhard Julius Möhlau (* 2. September 1857 in Köln; † 9. September 1940 in Dresden) war ein deutscher Chemiker und Hochschullehrer. Sein Arbeitsgebiet war die Chemie der Farbstoffe.
Richard Möhlau wuchs als Sohn eines Düsseldorfer Unternehmers auf. Ab 1876 studierte er am Polytechnikum Dresden (ein Vorgänger der Technischen Hochschule/Universität Dresden) Chemie, Physik, Mineralogie und Philosophie. 1879 wurde er an der Universität Freiburg im Breisgau mit einer Arbeit über „Ortho-Azoxy, Azo-, Hydrazo-Phenetol und Orthodiäthoxybenzidin“ 
promoviert. Er hatte sie in Dresden unter Anleitung von Rudolf Schmitt verfasst.
Möhlau gründete 1880 am Polytechnikum das Institut für Farbenchemie und Färbereitechnik, das er ständig ausbaute. Er habilitierte sich 1882 in Berlin bei August Wilhelm von Hofmann. In Dresden erhielt er 1886 eine außerordentliche und 1893 eine ordentliche Professur. Im Jahr 1892 wurde er zum Mitglied der Leopoldina gewählt. Von 1895 bis 1911 hatte er dort die Professur für Farbenchemie und Färbereitechnik inne. Er amtierte als Rektor der Technischen Hochschule Dresden in den Jahren 1908/09.
Von Richard Möhlau stammt der größte Teil der ältesten Teerfarbstoffproben der Historischen Farbstoffsammlung an der Technischen Universität Dresden. Nach ihm ist die von ihm etwa gleichzeitig mit August Bischler entwickelte Bischler-Möhlau-Indolsynthese benannt.
Sein Grabstein auf dem Johannisfriedhof in Dresden ist erhalten.